# کودا آتوموتیو

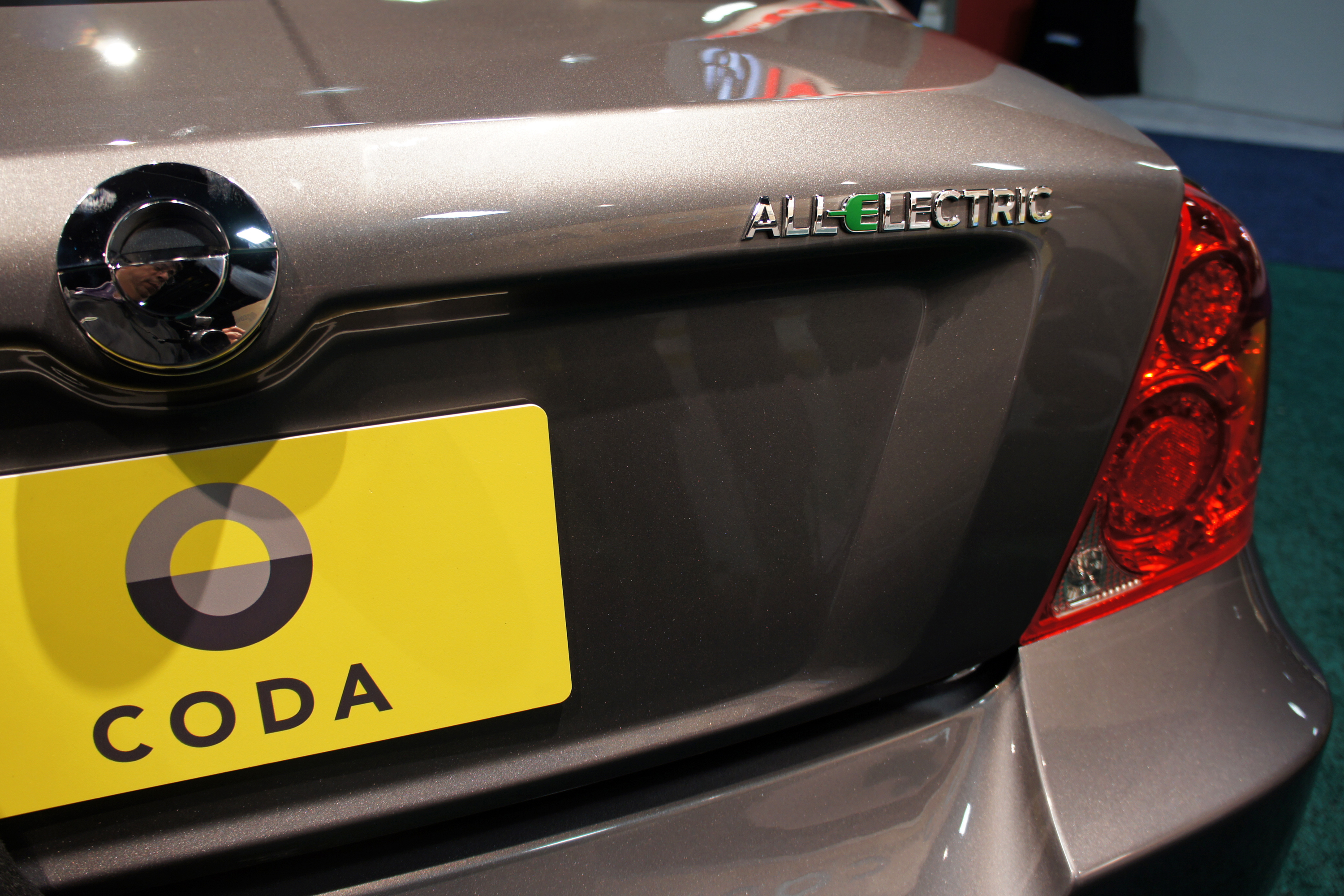
موتور خودروی ۵ نفره ی تمام برقی کودا سدان ۱۳۴ اسب بخار قدرت دارد و ۸۸ مایل برد دارد.

شرکت کودا آتوموتیو (به انگلیسی: Coda Automotive) نام یک تولیدکنندهٔ خودرو برقی بود.
این کمپانی آمریکایی که در سال ۲۰۰۹ میلادی در کالیفرنیا تأسیس شد، خودرو تمام‌برقی تولید می‌کرد. این خودرو از نخستین خودروهایی است که از باتری یون لیتیومی آهنی فسفات برای هر شارژ استفاده می‌کرد.
در سال ۲۰۱۳ این شرکت لس آنجلسی اعلام ورشکستگی کرد.